# ネコ2世
ネコ2世（Necho II）はエジプト第26王朝の第2代ファラオ（在位: 紀元前610年 - 前595年）。サイス王家の当主としては6代目にあたる。ネコというのは古代ギリシャ読みで、正確にはネカウ（Nekau）と言う。プサムテク1世の子。

## 生涯
紀元前609年、滅亡寸前のアッシリアの残存政権を支援する遠征の途上、ようやくアッシリアの影響を排除してユダ王国の独立に成功していたヨシヤ王をメギドの戦いで敗死させ、ユダをエジプトの貢納国とすることに成功し、エジプトのシリア・パレスティナ地方への覇権を回復した。しかし、紀元前605年、アッシリアを滅ぼしてメソポタミアに覇権を唱えた新興の新バビロニアの初代王、ナボポラッサルに差し向けられた王子、ネブカドネザル（後に即位してネブカドネザル2世）の軍にカルケミシュの戦いで敗退し、シリア・パレスティナ地方の覇権を奪われた。ただしこの戦の前後にナボポラッサルが没したため、ネブカドネザルの軍は帰国し、エジプト本国の蹂躙は免れた。
アジア地区のエジプト旧領を、ネブカドネザルが「ユーフラテスからエジプトの小川に到るまで」（『旧約聖書』「エレミヤ書」46:2、「Ⅱ列王記」23:29）回復したため、アジアへの軍事的覇権伸張政策を放棄することを余儀なくされた。紀元前601年、アシュカロンでバビロニアに対する叛乱が起こったとき、エジプトに支援の申し入れがあったが、エジプトは援軍を送らず、バビロニアに対して東の国境を防御するにとどまった。
敗戦後は貿易に力を入れ、またギリシア人との関係を強化した。ナイル川から紅海まで運河を引こうとしたが、完成しなかった。また彼は、フェニキア人に命じてアフリカ周航を行わせたという、ヘロドトスが『歴史』の中で伝える逸話によっても知られている。